# Tầng Ems
| Hệ/ Kỷ                                | Thống/ Thế   | Bậc/ Kỳ                          | Tuổi (Ma) | Tuổi (Ma) |
| ------------------------------------- | ------------ | -------------------------------- | --------- | --------- |
| Than Đá                               | Mississippi  | Tournai                          | trẻ hơn   | trẻ hơn   |
| Devon                                 | Thượng/ Muộn | Famenne                          | 358.9     | 372.2     |
| Devon                                 | Thượng/ Muộn | Frasne                           | 372.2     | 382.7     |
| Devon                                 | Giữa         | Givet                            | 382.7     | 387.7     |
| Devon                                 | Giữa         | Eifel                            | 387.7     | 393.3     |
| Devon                                 | Hạ/ Sớm      | Ems                              | 393.3     | 407.6     |
| Devon                                 | Hạ/ Sớm      | Praha                            | 407.6     | 410.8     |
| Devon                                 | Hạ/ Sớm      | Lochkov                          | 410.8     | 419.2     |
| Silur                                 | Pridoli      | không xác định tầng động vật nào | già hơn   | già hơn   |
| Phân chia kỷ Devon theo ICS năm 2017. |              |                                  |           |           |

Tầng Ems là một trong ba tầng động vật ở thế Devon sớm. Nó kéo dài từ khoảng 407 ± 2,8 triệu năm trước (Ma) tới 397,5 ± 2,7 Ma. Tầng trước nó là tầng Praha và ngay sau nó là tầng Eifel.
Điểm đánh dấu sự bắt đầu của tầng này là sự xuất hiện lần đầu tiên của loài động vật răng nón có danh pháp Polygnathus kitabicus (= Polygnathus dehiscens). Điểm kết thúc của nó là sự xuất hiện lần đầu tiên của phân loài động vật răng nón có danh pháp Polygnathus costatus partitus. 
Thiết diện tham chiếu chính thức (GSSP) của ICS cho tầng này nằm tại hẻm núi Zinzil'ba, đông nam Samarkand, Uzbekistan. Tên gọi của tầng này được đặt theo Bad Ems, một thành phố thuộc Rheinland-Pfalz của Đức hoặc sông Ems ở tây bắc nước này. Tên gọi cho tầng này được H. D. de Dorlodot đưa ra năm 1900.
Tại Bắc Mỹ tầng Ems được thay thế bằng Sawkill hay Sawkillian.